# خوسيه دي لا كروز سانشيز
خوسيه دي لا كروز سانشيز هو سياسي أمريكي، ولد في 8 نوفمبر 1799، وتوفي في 1878. انتخب عمدة سان فرانسيسكو ‏.